# Жанажол (Шуський район)
Жанажо́л (каз. Жаңажол) — село у складі Шуського району Жамбильської області Казахстану. Адміністративний центр та єдиний населений пункт Жанажольського сільського округу.
У радянські часи село називалось Новий Путь.
Населення — 2794 особи (2021; 2710 у 2009, 2782 у 1999, 3348 у 1989).